# Andoins
Andoins é uma comuna francesa na região administrativa da Nova Aquitânia, no departamento dos Pirenéus Atlânticos. Estende-se por uma área de 12,24 km². Em 2010 a comuna tinha 670 habitantes (densidade: 54,7 hab./km²).